# Peripatopsis clavigera
Peripatopsis clavigera é uma espécie de invertebrado da família Peripatopsidae.
É endémica da África do Sul.
Os seus habitats naturais são: regiões subtropicais ou tropicais húmidas de alta altitude.
Está ameaçada por perda de habitat.